# Odjedanje božjega
Odjedanje božjega je pesniška zbirka, ki jo je napisal Milan Dekleva, ilustriral pa jo je Tomaž Kržišnik. Izdala jo je založba Emonica, leta 1988 v Ljubljani.

## Vsebina
Pesniška zbirka je razdeljena na štiri poglavja: 
- domovi na štiri kote,
- angel v igrači,
- popis tvarin in
- mlečnica besed.

## Literarni liki
V pesniški zbirki ni glavnih likov. V prvem poglavju so liki vzeti iz narave. V drugem, tretjem in četrtem poglavju so liki predvsem iz občutenja.

## Analiza pesniške zbirke
Pesmi, ki so zajete v pesniški zbirki, so pripovedne, saj pesnik v njih pripoveduje o bitjih, dogodkih in o stvareh.
V pesniški zbirki najdemo besede, ki izhajajo iz različnih narečij. Predvsem iz štajerskega in celjskega narečja.
Pesniška zbirka je napisana v svobodni pesniški obliki v kiticah. Kitice niso vedno v rimah in posamezna pesem v kitici nima enakega števila verzov. V pesmih, ki vsebujejo rime, se rime pojavljajo na koncu verza.